# Очеретянка рудоголова
Очеретянка рудоголова (Cettia brunnifrons) — вид горобцеподібних птахів родини Cettiidae.

## Поширення
Вид поширений на півночі Пакистану та Індії, в Непалі, Бутані, М'янмі та Китаї.

## Спосіб життя
Полює на дрібних комах.

## Підвиди
- Cettia brunnifrons whistleri (Ticehurst, 1923) — північно-західні Гімалаї (від Північного Пакистану до Північної Індії);
- Cettia brunnifrons brunnifrons (Hodgson, 1845) — Гімалаї (від північної Індії до південного Китаю, включаючи Непал і Бутан);
- Cettia brunnifrons umbratica (Stuart Baker, 1924) — північний схід Індії, південь Китаю, північ М'янми.